# Hylaeus xanthopoda
Hylaeus xanthopoda is een vliesvleugelig insect uit de familie Colletidae. De wetenschappelijke naam van de soort is voor het eerst geldig gepubliceerd in 1895 door Vachal.